# Lorry-Mardigny
Lorry-Mardigny és un municipi francès, situat al departament del Mosel·la i a la regió del Gran Est. L'any 2007 tenia 572 habitants.

## Demografia

### Població
El 2007 la població de fet de Lorry-Mardigny era de 572 persones. Hi havia 197 famílies, de les quals 32 eren unipersonals (8 homes vivint sols i 24 dones vivint soles), 52 parelles sense fills, 101 parelles amb fills i 12 famílies monoparentals amb fills.
La població ha evolucionat segons el següent gràfic:
Habitants censats

### Habitatges
El 2007 hi havia 212 habitatges, 202 eren l'habitatge principal de la família, 1 era una segona residència i 8 estaven desocupats. 188 eren cases i 22 eren apartaments. Dels 202 habitatges principals, 170 estaven ocupats pels seus propietaris, 26 estaven llogats i ocupats pels llogaters i 6 estaven cedits a títol gratuït; 2 tenien una cambra, 5 en tenien dues, 15 en tenien tres, 39 en tenien quatre i 141 en tenien cinc o més. 167 habitatges disposaven pel capbaix d'una plaça de pàrquing. A 80 habitatges hi havia un automòbil i a 109 n'hi havia dos o més.

### Piràmide de població
La piràmide de població per edats i sexe el 2009 era:
| Homes | Edats   | Dones |
| ----- | ------- | ----- |
| 0     | 95 o +  | 0     |
| 4     | 90 a 94 | 0     |
| 0     | 85 a 89 | 4     |
| 4     | 80 a 84 | 0     |
| 8     | 75 a 79 | 12    |
| 4     | 70 a 74 | 4     |
| 20    | 65 a 69 | 12    |
| 8     | 60 a 64 | 12    |
| 12    | 55 a 59 | 4     |
| 4     | 50 a 54 | 20    |
| 24    | 45 a 49 | 8     |
| 20    | 40 a 44 | 24    |
| 32    | 35 a 39 | 16    |
| 24    | 30 a 34 | 32    |
| 8     | 25 a 29 | 16    |
| 8     | 20 a 24 | 12    |
| 20    | 15 a 19 | 24    |
| 24    | 10 a 14 | 20    |
| 12    | 5 a 9   | 8     |
| 8     | 0 a 4   | 20    |

## Economia
El 2007 la població en edat de treballar era de 360 persones, 283 eren actives i 77 eren inactives. De les 283 persones actives 263 estaven ocupades (143 homes i 120 dones) i 20 estaven aturades (10 homes i 10 dones). De les 77 persones inactives 21 estaven jubilades, 31 estaven estudiant i 25 estaven classificades com a «altres inactius».

### Ingressos
El 2009 a Lorry-Mardigny hi havia 212 unitats fiscals que integraven 603 persones, la mediana anual d'ingressos fiscals per persona era de 20.375 €.

### Activitats econòmiques
Dels 8 establiments que hi havia el 2007, 1 era d'una empresa de fabricació d'altres productes industrials, 3 d'empreses de construcció, 1 d'una empresa de transport, 2 d'empreses immobiliàries i 1 d'una empresa de serveis.
Dels 5 establiments de servei als particulars que hi havia el 2009, 1 era un guixaire pintor, 1 lampisteria, 1 electricista i 2 agències immobiliàries.
L'any 2000 a Lorry-Mardigny hi havia 6 explotacions agrícoles que ocupaven un total de 381 hectàrees.

## Equipaments sanitaris i escolars
El 2009 hi havia 2 escoles elementals integrades dins de grups escolars amb les comunes properes formant escoles disperses.

## Poblacions més properes
El següent diagrama mostra les poblacions més properes.